# گمینا پزدره
گمینا پزدره (به لهستانی:  Gmina Pyzdry) یک گمینا در لهستان است که در شهرستان وژشنگا واقع شده‌است. گمینا پزدره ۱۳۷٫۹ کیلومتر مربع مساحت و ۷٬۲۱۷ نفر جمعیت دارد.